# Bẫy tình ngọt ngào
Leh Ruk Bussaba (tên tiếng Thái: เล่ห์รักบุษบา, tên tiếng Việt: Bẫy tình ngọt ngào) là bộ phim truyền hình Thái Lan phát sóng vào năm 2018. Phim phát sóng trên kênh Channel 7 (CH7) với sự tham gia của Pataradet Sa-nguankwamdee và Pattarasaya Kreursuwansiri.

## Nội dung
Xinh đẹp, chăm chỉ và có niềm đam mê với nho, Bussaba quyết định tích góp một khoản tiền để đầu tư vào một trang trại trồng nho. Tuy nhiên, cô bị chính người yêu mình lừa, hắn lấy hết số tiền tiết kiệm và bỏ đi. Không còn xu dính túi, Bussaba không biết làm thế nào và cũng chẳng dám về nhà. Cơ hội làm lại từ đầu khi cô xin được vào làm cho một vườn nho của một gia đình khá giả. Bussaba vừa muốn tìm hiểu về nho và lên kế hoạch dụ dỗ Puwadol, con trai của chủ sở hữu khu vườn. Din là em trai của Puwadol, anh thích cô ngay từ cái nhìn đầu tiên và giả nghèo, giả khổ để thử lòng người đẹp. Sau khi biết cô cố ý đào mỏ, anh tìm cách sa thải Bussaba nhưng lại là cơ hội để hai người tìm hiểu kỹ về nhau hơn. Cuối cùng, cả Din và Puwadol đều đem lòng yêu Bussaba, liệu cô sẽ lựa chọn ai?

## Diễn viên
- Pataradet Sa-nguankwamdee as Dindan (Din)
- Pattarasaya Kreursuwansiri as Bussababan (Bussaba)
- Tanapat Rattapong as Puwadol (Pu)
- Panichadar Sangsuwan as Sariya
- Yotsawat Tawapee as Bon
- Pornchada Warapachara as Fahsai
- Andrew Cronin as Pokhin
- Ameena Pinij as Saranchat
- Kaewsai Kanyawee as Angana
- Rinyarat Watchararojsiri as Prae
- Mariew Pattharapong as Wutti
- Trin Saetachock as Ekapob (bố Din)
- Khwanruedi Klomklom as Aksorn (mẹ Din)
- Goonchorn Na Ayuthaya as Dì Soi
- Kochakorn Nimakorn as Narumon

## Ca khúc nhạc phim
- ใจร่ำร้อง / Jai Ram Rong - Pataradet Sa-nguankwamdee
- ไม่มีข้อแม้ / Mai Mee Kor Mae - Metal Sukkhao
- คนที่รักเธอก่อนใคร / Kon Tee Ruk Tur Kon Krai - Stop Phuriwat

## Rating
- Episode 1: 4.7
- Episode 2: 3.77
- Episode 3: 4.13
- Episode 4: 4.71
- Episode 5: 3.53
- Episode 6: 4.89
- Episode 7: 4.53
- Episode 8: 4.2
- Episode 9: 4.3
- Episode 10: 4.45
- Episode 11: 4.94
- Episode 12: 5.25
- Episode 13: 4.43
- Episode 14: 5.9
- Episode 15: 6.61
- Trung bình rating: 4.69

Nguồn: AGB Nielsen (Rating Nationwide)